# IC 2561
IC 2561 је спирална галаксија у сазвјежђу Мали лав која се налази на листи објеката дубоког неба у Индекс каталогу.
Деклинација објекта је + 34° 40' 28" а ректасцензија 10h 19m 8,5s. Привидна величина (магнитуда) објекта IC 2561 износи 14,1 а фотографска магнитуда 14,9. IC 2561 је још познат и под ознакама UGC 5567, MCG 6-23-7, CGCG 183-13, PGC 30147.